# Europeiska unionens utbredning och utvidgning
|  | Europeiska unionen |

|  | Stater som omfattas av EES-avtalet (inklusive Liechtenstein) |

|  | Övriga europeiska mikrostater |

|  | Schweiz och Storbritannien |

|  | Kandidatländer |

|  | Potentiella kandidatländer |

Europeiska unionens utbredning och utvidgning innefattar dels unionens nuvarande territoriella utbredning, dels dess historiska och framtida utvidgning.
Det europeiska samarbetets historia sträcker sig tillbaka till upprättandet av Europeiska kol- och stålgemenskapen i början av 1950-talet. Då ingick sex europeiska stater i samarbetet: Belgien, Frankrike, Italien, Luxemburg, Nederländerna och Västtyskland. Sedan dess har samarbetet gradvis utvidgats till att omfatta 28 stater genom en utvidgning som har skett i fyra större etapper. Den första ägde rum 1973 då Danmark, Irland och Storbritannien anslöt sig efter att Frankrikes blockering mot ett brittiskt medlemskap upphörde. Under 1980-talet tillkom Grekland, Portugal och Spanien efter att dessa stater hade demokratiserats. På 1990-talet tillkom de neutrala staterna Finland, Sverige och Österrike efter kalla krigets slut. Slutligen tillkom delar av Central- och Östeuropa under 2000- och 2010-talet.
Flera europeiska stater, som ännu inte ingår i unionen, har som ambition att ansluta sig i framtiden. Det finns nio kandidatländer: Albanien, Bosnien och Hercegovina, Georgien, Moldavien, Montenegro, Nordmakedonien, Serbien, Turkiet och Ukraina. Av dessa har alla utom Bosnien och Hercegovina samt Georgien påbörjat medlemskapsförhandlingar, men förhandlingarna med framför allt Turkiet har gått långsamt framåt. Även Kosovo har ansökt om medlemskap men har ännu inte erhållit status som kandidatland, utan är istället ett potentiellt kandidatland. För att kunna ansluta sig till unionen måste ansökarlandet uppfylla Köpenhamnskriterierna. Medlemskapsvillkoren fastställs i ett anslutningsfördrag, som måste ratificeras av ansökarlandet och alla medlemsstater i enlighet med deras respektive konstitutionella bestämmelser innan det kan träda i kraft och ansökarlandet blir en medlemsstat.

## Medlemsstater

### Grundarstaterna och den första utvidgningen

Medlemsstater 1952-1973
Grundarstater
Stater som anslöt 1973

Den europeiska integrationen efter andra världskriget började med grundandet av den Europeiska kol- och stålgemenskapen år 1952. Ett förslag om att bilda ett gemensamt försvar stoppades av Frankrikes nationalförsamling år 1954. Istället bildades den betydligt mindre omfattande militära organisationen Västeuropeiska unionen, medan gemenskapens politiska samarbete inriktades mer på affärsverksamhet och ekonomi. Från början var sex länder medlemmar i Europeiska kol- och stålgemenskapen; Belgien, Frankrike, Italien, Luxemburg, Nederländerna och Västtyskland.
Storbritannien valde att stå utanför det europeiska samarbetet. Orsakerna var flera men hade sin grund i Storbritanniens roll som kolonial stormakt. Britterna hade fortfarande en bild av sig själva som världens "tredje supermakt" efter USA och Sovjetunionen och storslagna tankar om det Brittiska samväldets roll som internationell arena och samarbetsforum. Storbritannien hade vid den här tiden en aningen högre levnadsstandard än vissa länder på den europeiska kontinenten och stora kolgruvor som också påverkade beslutet om att inte gå in i ett europeiskt samarbete vid denna tidpunkt.
Under 1960-talet följde nya diskussioner om ett brittiskt medlemskap, men Frankrikes president Charles de Gaulle motsatte sig ett dylikt medlemskap. de Gaulle var orolig för att Frankrikes ledande ställning inom unionen skulle hotas av ett eventuellt brittiskt medlemskap. År 1962 och 1967 gick därför brittiska förhandlingar om intet. Detta påverkade även Danmarks och Irlands medlemskapsförhandlingarna. Sverige valde efter politiska diskussioner att också stå utanför, även om vissa paragrafer i 1974 års grundlag skrevs in som en förberedelse för medlemskap. År 1973 gick slutligen Storbritannien, Danmark och Irland med i EG, sedan Frankrikes nye president Georges Pompidou valt en mer kompromissinriktad linje. Norge ansökte men valde efter en folkomröstning att stå utanför samarbetet, trots omfattande handel med Danmark, Storbritannien och fler EG-länder.

### Utvidgningarna under 1980- och 1990-talen

Medlemsstater 1976-1995
Europeiska gemenskaperna
Stater som anslöt under 80-talet
Stater som anslöt under 90-talet

År 1976 inleddes förhandlingar med Grekland. Ett grekiskt medlemskap hade diskuterats sedan 1960-talet, men förhindrats av den grekiska militärens maktövertagande år 1967. En annan faktor var Greklands svaga ekonomi, vilken var betydligt mindre utvecklad än EG-ländernas. Grekland blev medlem år 1981. 1977 inleddes medlemskapsförhandlingar med de två tidigare diktaturerna i Sydvästeuropa Portugal och Spanien, vilka blev medlemmar år 1986. Diskussionerna rörde till stora delar samma frågor som förhandlingar med Grekland, men tog dock längre tid då man bland annat hade mer omfattande diskussioner kring fiskerättigheter.
År 1990 utvidgades den internationella organisationens territorium då DDR (Östtyskland) införlivades med Förbundsrepubliken Tyskland (Västtyskland). Det förenade Tysklands roll i EU har diskuterats flitigt. Det tyska-franska samarbetet var under unionens tidiga historia avgörande för dess utveckling. Genom Maastrichtfördraget, vilket undertecknades 1992, utvidgades de Europeiska gemenskaperna (EG) till att även omfatta utrikes- och säkerhetspolitik, samt rättsliga och inrikes frågor och organisationen gavs det nya namnet Europeiska unionen (EU). Europeiska ekonomiska gemenskapen (EEG) fick i sin tur namnet Europeiska gemenskapen (EG) och inordnades i en av unionens tre så kallade pelare.
År 1991 sökte Finland, Sverige och Österrike medlemskap i EG. Sverige ansökte i juli 1991, och de två andra ungefär samma tid. Alla tre länder hade tidigare valt att stå utanför unionen; i Sveriges och Österrikes fall på grund av deras tidigare militära och politiska neutralitet, i Finlands fall på grund av dess avtal med dåvarande Sovjetunionen. De hade istället valt andra samarbeten så som EFTA och vad beträffar Sverige och Finland även Nordiska rådet. I februari 1993 inleddes de egentliga förhandlingarna, och de var klara mars 1994. Alla tre länderna uppfyllde de politiska och ekonomiska kriterierna och hade i stor utsträckning redan anpassat sig till EU:s lagstiftning genom EES-avtalet som införts 1994, och ställde upp på övriga krav, och därför gick medlemskapsförhandlingar snabbare än vid tidigare och senare unionsutvidgningar.
År 1995 upptogs Finland, Sverige och Österrike som nya unionsmedlemmar. Norge hade sökt samtidigt som de tre andra länderna, och erbjöds medlemskap i samma process, men avstod återigen efter en folkomröstning. Schweiz hade också sökt medlemskap, men avstod efter en folkomröstning 1992 med negativt resultat om EES-avtalet.

### Östeuropa förenas med väst

Medlemsstater 2004-2007
Europeiska unionen
Stater som anslöt 2004
Stater som anslöt 2007

År 2004 skedde EU:s hittills största utvidgning då tio nya länder blev medlemmar samtidigt. De flesta länderna ingick i östblocket under kalla kriget. Det var bara Cypern och Malta som inte hade förflutet från östblocket. Således blev utvidgningen 2004 slutet på den splittring som länge delat Europa i två läger. Den stora utvidgningen innebar också att unionen, räknat som en stat, blev den sjunde största i världen till ytan, den tredje folkrikaste och den största ekonomin räknat i BNP. 1 maj 2004 blev Cypern, Estland, Lettland, Litauen, Malta, Polen, Slovakien, Slovenien, Tjeckien och Ungern fullvärdiga EU-medlemmar.
Den första östutvidgningen följdes tre år senare av en andra östutvidgning. 1 januari 2007 var det Bulgariens och Rumäniens tur att bli en del av unionen. Länderna var på gränsen att få medlemskapet förskjutet något år. Men den 26 september 2006 gav Europeiska kommissionen till slut klartecken för en anslutning. Många länder införde dock regleringar för att bland annat skydda mot en "massinvandring" från de båda länderna, såsom gjordes gentemot alla nya östmedlemmar. Dessa regleringar upphörde 2014. Kroatien blev medlem den 1 juli 2013. Det har tagit omkring 10 år från ansökan till medlemskap för de länder som blev medlemmar efter 2000.
Successivt kommer de nya öststatsmedlemmarna att delta i samtliga av EU:s samarbeten, däribland eurosamarbetet och Schengenavtalet. 21 december 2007 blev nio av de tio medlemsstater som anslöt sig till unionen 2004 fullvärdiga medlemmar även i Schengensamarbetet. När det gäller euron kommer de nya medlemsstaterna att ansluta sig allt eftersom de uppfyller de så kallade konvergenskriterierna. Hittills har Cypern, Estland, Lettland, Litauen, Malta, Slovakien och Slovenien infört euron som valuta.

## Associerade territorier
| Europeiska unionen YRO-områden ULT-områden Områden sui generis Grönland Clippertonön Franska Guyana Franska Polynesien Franska sydterritorierna Guadeloupe Martinique Mayotte Nya Kaledonien Réunion Saint-Martin Saint-Barthélemy Saint-Pierre och Miquelon Wallis och Futuna Nederländska · Västindien Azorerna Madeira Kanarieöarna · |

Fastän EU är en union för europeiska länder, så tillhör en del territorier utanför Europa också EU, medan andra områden tillhör EU:s medlemsstater utan att tillhöra EU. I fördraget om upprättandet av Europeiska gemenskapen finns bestämmelser om två huvudkategorier av sådana områden. Den första kategorin är de yttersta randområdena (OMR-områden), som ingår i EU men som åtnjuter vissa undantag på grund av sin geografiska avlägsenhet och ekonomiska beroende av ett fåtal produkter. Den andra kategorin är de utomeuropeiska länderna och territorierna (OCT-områden), som står utanför EU men som ändå deltar i vissa av EU:s samarbeten och har frihandel med unionen. Därutöver finns det territorier som ligger i Europa, men som ändå åtnjuter vissa särskilda undantag. Bestämmelserna om dessa områdena återfinns vanligtvis i något protokoll som är fogat till moderlandets anslutningsfördrag.
Områden som räknas som yttersta randområden (OMR-områden) är de portugisiska ögrupperna Azorerna och Madeira, den spanska ögruppen Kanarieöarna och de franska utomeuropeiska departementen, inklusive öarna  Saint-Barthélemy och Saint-Martin. Dessa områden omfattas av EU:s lagstiftning, använder euron som valuta men kan till exempel ha undantag från EU:s momsunion eller Schengensamarbetet.
Till de utomeuropeiska länderna och territorierna (OCT-områden) ingår danska Grönland, de franska utomeuropeiska förvaltningsområdena samt Nya Kaledonien och Franska sydterritorierna, de nederländska ögrupperna i Västindien och de brittiska utomeuropeiska territorierna. De utomeuropeiska territorierna står utanför EU:s moms- och tullunion samt Schengensamarbetet, och vanligtvis också eurosamarbetet. Huvuddelen av de brittiska områdena finns i Centralamerika, medan Frankrikes territorier är spridda världen över. Detta är ett arv från tiden då Storbritannien och Frankrike var stora kolonialmakter.
Bland de övriga territorierna, som varken ingår som yttersta randområden eller som utomeuropeiska länder och territorier, ingår bland annat de danska ögruppen Färöarna, den finska ögruppen Åland, de spanska exklaverna Ceuta och Melilla i Marocko samt ett antal mindre områden som tillhör Grekland, Italien och Tyskland. Dessa områden har vitt skilda undantag från olika delar av EU:s lagstiftning eller fördjupade samarbeten. Det kan till exempel handla om att något område inte ingår i moms- eller tullunionen, eurosamarbetet, Schengensamarbetet eller helt står utanför alla EU:s samarbeten.
Även Nordcypern, som inte är erkänt som en självständig stat av EU, utan som anses vara en del av EU-landet Cypern, omfattas av särskilda bestämmelser med hänsyn till att den cypriotiska regeringen inte har kontroll över området. Dessa undantag grundar sig på ett protokoll som är fogat till Cyperns anslutningsfördrag, och som kan upphävas av Europeiska unionens råd vid ett eventuellt återförenande av ön.

## Utvidgningen
|  | Europeiska unionen |

|  | Kandidatländer |

|  | Potentiella kandidatländer |

Alla europeiska stater som respekterar unionens grundläggande värden har, enligt fördraget om Europeiska unionen, rätt att ansöka om medlemskap i unionen. För att kunna ansluta sig till unionen måste ansökarlandet uppfylla Köpenhamnskriterierna, som består av politiska, ekonomiska och administrativa kriterier. Det politiska kriteriet innefattar att ansökarlandet har stabila institutioner, som garanterar demokrati, rättsstatens principer, mänskliga rättigheter samt respekt för och skydd av minoriteter. Det ekonomiska kriteriet innefattar att ansökarlandet har en fungerande marknadsekonomi som klarar av konkurrenstrycket och marknadskrafterna inom unionen. Det administrativa kriteriet innefattar att ansökarlandet har kapacitet att åta sig de skyldigheter som följer av medlemskapet, framför allt att kunna genomföra hela unionens regelverk.
Medlemskapsansökan skickas till Europeiska unionens råd. Europeiska kommissionen ansvarar för att utvärdera ett ansökarlands uppfyllande av Köpenhamnskriterierna. Kommissionen lämnar därefter en rapport till rådet, som beslutar med enhällighet om ansökarlandet ska beviljas status som kandidatland, vilket är ett krav för att kunna inleda medlemskapsförhandlingar. Ett sådant beslut förutsätter att ansökarlandet uppfyller det politiska kriteriet av Köpenhamnskriterierna. Beslutet måste även godkännas av Europeiska rådet.
Efter att ett ansökarland har beviljats status som kandidatland kan medlemskapsförhandlingar inledas med syfte att fastställa medlemskapsvillkoren. När medlemskapsförhandlingarna är slutförda måste rådet med enhällighet, efter samråd med Europeiska kommissionen och efter godkännande av Europaparlamentet, som fattar sitt beslut med absolut majoritet, godkänna upptagandet av ansökarlandet som medlem i unionen. Medlemskapsvillkoren fastställs i ett anslutningsfördrag, som måste ratificeras av ansökarlandet och alla medlemsstater i enlighet med deras respektive konstitutionella bestämmelser innan det kan träda i kraft och ansökarlandet blir en medlemsstat.

### Kandidatländer
Det finns nio kandidatländer: Albanien, Bosnien och Hercegovina, Georgien, Moldavien, Montenegro, Nordmakedonien, Serbien, Turkiet och Ukraina. Av dessa har alla utom Bosnien och Hercegovina samt Georgien påbörjat medlemskapsförhandlingar, men förhandlingarna med framför allt Turkiet har gått långsamt framåt. Även Kosovo har ansökt om medlemskap men har ännu inte erhållit status som kandidatland. För ansökarländerna på västra Balkan har medlemskapsansökningarna föregåtts av förhandlingar om stabiliserings- och associeringsavtal med unionen. De har alla utlovats medlemskap av Europeiska rådet på längre sikt.
Den 17 juni 2022 föreslog Europeiska kommissionen att Moldavien och Ukraina ges kandidatstatus och att Georgien blir potentiellt kandidatland. Europeiska rådet beslutade i enlighet med kommissionens förslag den 23 juni 2022. I december 2023 beslutade Europeiska rådet att även ge Georgien kandidatstatus. I juli 2024 stoppades dock utvidgningsprocessen med Georgien med hänsyn till landets nya lagstiftning mot "utländska aktörer".

#### Albanien

Albanien

Albanien inledde förhandlingar om ett stabiliserings- och associeringsavtal med Europeiska unionen den 31 januari 2003. Avtalet skrevs under den 12 juni 2006 och trädde i kraft den 1 april 2009, vilket var det första steget mot medlemskap i unionen. Den 28 april 2009 ansökte Albanien om medlemskap. Den 10 oktober 2012 rekommenderade kommissionen att Albanien skulle erhålla status som kandidatland, på villkor att vissa förhållanden förbättrades, bland annat att valet i juni 2013 gick korrekt till. Kandidatstatus beviljades av rådet den 23 juni 2014. Kommissionen rekommenderade den 9 november 2016 att förhandlingar inleds, men rådet har ännu inte fattat ett beslut i frågan.
Albanien har de senaste åren gradvis blivit allt mer integrerat med unionen och Nato. Landet har bibehållit sin position som en stabiliserande faktor och en stark allierad till USA och Västeuropa i det konfliktdrabbade och delade Balkan. Albanien inbjöds till Nato-medlemskap den 3 april 2008 och blev officiellt medlem i försvarsalliansen den 1 april 2009. Den 15 december 2010 fick albanska medborgare visumfrihet till Schengenområdet, vilket var ytterligare ett steg på vägen mot landets europeiska integration.
I mars 2020 nådde Europeiska unionens råd enighet om att öppna medlemskapsförhandlingar med Albanien. Europeiska rådet ställde sig bakom dessa slutsatser vid en videokonferens den 26 mars 2020. Förhandlingarna väntades formellt påbörjas under 2020. Det försenades dock på grund av blockering först av Frankrike och sedan Bulgarien (på grund av en konflikt med Nordmakedonien). Förhandlingarna påbörjades i mitten av juli 2022. Upprätthållandet av rättsstatens principer väntas bli en av stora knäckfrågorna i förhandlingarna.
I november 2023 konstaterade kommissionen att Albanien har en måttlig nivå av förberedelse vad gäller den politiska och ekonomiska situationen i landet inför ett EU-medlemskap.

#### Bosnien och Hercegovina

Bosnien och Hercegovina

Bosnien och Hercegovinas anslutning till Europeiska unionen står inför en del ekonomiska och politiska problem idag. Landet har visserligen på senare tid börjat göra långsamma men stadiga framsteg, inklusive samarbete med Internationella krigsförbrytartribunalen för det forna Jugoslavien i Haag, men har fortfarande problem med bland annat korruption.
Den 24 februari 2015 röstade Bosnien-Hercegovinas parlament igenom ett åtagande om att göra omfattande sociala, ekonomiska och politiska reformer för att komma närmare EU. Beslutet är landets första steg mot unionen på sju år och röstades igenom i samband med ett besök av EU:s utrikeschef Federica Mogherini. De väntade reformerna är ett krav från EU för att landet i framtiden ska få kandidatstatus. Efter beslutet väntas landet nu anpassa sig till EU:s politik i frågor om bland annat handel, korruption och utbildning. Enligt Mogherini kommer närmandet också att skapa ett tydligare och säkrare ramverk för utländska investerare som vill etablera sig i Bosnien-Hercegovina, vilket i sin tur ska skapa fler jobb i landet.
Bosnien och Hercegovinas medborgare åtnjuter visumfrihet i Schengenområdet sedan den 15 december 2010. Den 15 februari 2016 skickade Bosnien och Hercegovina in sin ansökan om EU-medlemskap. Den 13 december 2022 rekommenderade Europeiska unionens råd att landet erhåller kandidatstatus, vilket Europeiska rådet ställde sig bakom vid sitt sammanträde den 15 december 2022. Den 8 november 2023 föreslog Europeiska kommissionen att medlemskapsförhandlingar inleds med Bosnien och Hercegovina så snart landet uppfyller de nödvändiga kriterierna som satts upp för detta, Den 12 mars 2024 rekommenderade kommissionen att medlemskapsförhandlingar inleds. vilket godkändes av Europeiska rådet den 21 mars 2024.

#### Georgien

Georgien

Georgiens tidigare president Micheil Saakasjvili uttalade en önskan att Georgien ska gå med i EU. Dispyten om Sydossetien och Abchazien utgör ett stort hinder i förhandlingarna med EU. Konflikten har trappats upp vid olika tillfällen, exempelvis med anledning av kriget i Georgien 2008. Omfattande problem med korruption utgör också utmaningar för landets möjligheter att gå med i unionen.
Under 2014 ingick Georgien ett associeringsavtal med EU och tre år senare, 2017, kunde georgier börja resa till Schengenområdet utan att behöva visum.
Den 3 mars 2022 ansökte Georgien om EU-medlemskap som svar på Rysslands invasion av Ukraina 2022. Den 11 april 2022 överlämnade Europeiska kommissionen en uppsättning av frågor till den georgiska statsledningen för att utvärdera landets förberedelser inför en möjlig EU-anslutning. Den 17 juni 2022 presenterade kommissionen sitt yttrande över Georgiens ansökan och rekommenderade att Georgien vidtar ytterligare åtgärder för att stärka sin demokrati innan landet får kandidatstatus. Bland annat har en juridisk reform, lokala val och hanterandet av en Pride-parad i Tbilisi fått kritik från EU. Den 23 juni 2022 beslutade Europeiska rådet att Georgien ska ges kandidatstatus när väl de villkor som kommissionen har satt upp har uppfyllts. Den 8 november 2023 föreslog Europeiska kommissionen att Georgien erhåller status som kandidatland. Europeiska rådet beslutade den 14 december 2023 att ge Georgien kandidatstatus.
I juli 2024 stoppades Georgiens utvidgningsprocess med hänsyn till landets nya lagstiftning mot "utländska aktörer".

#### Moldavien

Moldavien

Moldavien har som uttalat mål att ansluta sig till Europeiska unionen. För tillfället håller Moldavien på att implementera sin första treåriga handlingsplan inom ramen för EU:s grannskapspolitik. Moldavien har dock flera problem som måste lösas innan landet över huvud taget kan kvalificera sig för EU-medlemskap. Bristande demokrati och garanterandet av rättsstatens principer gör att landet inte uppfyller Köpenhamnskriterierna. Landets ledande parti, kommunistpartiet, har för övrigt växlat mellan att förespråka bättre relationer med Europa och ett djupare samarbete med Ryssland.
Även ekonomiskt diskvalificerar sig Moldavien, som är Europas fattigaste land och därtill är fattigdomen i landet stor, 90 % av befolkningen uppskattas att leva i någon grad av fattigdom (2000). Köpenhamnskriterierna omfattar även krav på ekonomisk standard och, framför allt, att landet har en fungerande marknadsekonomi. Landet kommer inte att kunna bli EU-medlem under överskådlig framtid. Valet i april 2009 ledde dessutom till våldsamma demonstrationer och en förvärrad relation med grannlandet och EU-medlemmen Rumänien. Efter ytterligare ett val i juli 2009, bildades en ny regering bestående av fyra proeuropeiska småpartier. Varken kommunistpartiet eller den proeuropeiska koalitionen fick dock tillräckligt med mandat för att utse en ny president.
Utöver det måste Moldavien även lösa konflikten med utbrytarrepubliken Transnistrien. Transnistrien har eget postväsende, polis, tullmyndighet, militärt försvar, valuta, centralbank, konstitution, rättsväsende, skattelagstiftning, regering och parlament, trots att utbrytarrepubliken inte har erkänts av något land ännu. Presidenten Igor Smirnov anklagas för att han styr Transnistrien som en diktator. Enligt AmnestyPress är östra Moldavien navet för trafficking, penningtvätt samt smuggling av droger och vapen. Det finns ekonomer i landet som hävdar att detta också står för en del av Moldaviens ekonomi. Från moldavisk sida har det endast ett fåtal steg tagits för att lösa konflikten.
Under 2014 ingick Moldavien ett associeringsavtal med EU.
Den 3 mars 2022 ansökte Moldavien om EU-medlemskap som svar på Rysslands invasion av Ukraina 2022. Den 11 april 2022 överlämnade Europeiska kommissionen en uppsättning av frågor till den moldaviska statsledningen för att utvärdera landets förberedelser inför en möjlig EU-anslutning. Den 17 juni 2022 presenterade kommissionen sitt yttrande över Moldaviens medlemskapsansökan och rekommenderade att landet ges kandidatstatus. Europeiska rådet beslutade i enlighet med detta yttrande den 23 juni 2022. Den 8 november 2023 föreslog Europeiska kommissionen att medlemskapsförhandlingar inleds med Moldavien. De första medlemskapsförhandlingarna genomfördes den 25 juni 2024.

#### Montenegro

Montenegro

Montenegro blev självständigt från Serbien och Montenegro den 3 juni 2006 efter en folkomröstning i maj 2006. Förhandlingar om ett stabiliserings- och associeringsavtal inleddes redan den 10 oktober 2005 när Montenegro fortfarande inte var självständigt. Avtalet skrevs under den 15 oktober 2007 och trädde i kraft den 1 maj 2010. Den 15 december 2008 ansökte Montenegro om medlemskap. På rekommendation av kommissionen beslutade rådet i december 2010 att bevilja Montenegro kandidatstatus. Medlemskapsförhandlingar inleddes den 29 juni 2012. Montenegro är det ansökarland som har kommit längst i medlemskapsförhandlingarna. I slutet av juni 2020 öppnades det sista förhandlingskapitlet. Landet väntas ansluta sig tidigast 2025.
Montenegro har främst problem med ekologiska, juridiska och brottsrelaterade frågor, vilket kan hindra landets medlemskapsförhandlingar. Landet har aldrig haft en egen valuta, utan ersatte den jugoslaviska dinaren med D-marken 1993 och därefter med euron 2002. Det finns dock inget avtal med unionen som tillåter användandet av euron som valuta. Eftersom nya medlemsstater är tänkta att införa euron först efter att de har uppfyllt konvergenskriterierna kan även detta utgöra ett problem i medlemskapsförhandlingarna. Den 19 december 2009 fick montenegrinska medborgare visumfrihet till Schengenområdet.
I maj 2021 beslutade Europeiska unionens råd, efter medgivande av Montenegro, att medlemskapsförhandlingarna skulle omfattas av ett nytt, uppdaterat upplägg, som fokuserar mer på grundläggande reformer. I november 2023 konstaterade kommissionen att Montenegro präglats av politiska spänningar under den senaste utvärderingsperioden.

#### Nordmakedonien

Nordmakedonien

Nordmakedonien inledde förhandlingar om ett stabiliserings- och associeringsavtal med Europeiska unionen den 5 april 2000. Avtalet skrevs under den 9 april 2001 och trädde i kraft den 1 april 2004. Nordmakedonien blev således det första landet att sluta ett sådant avtal med unionen. Den 22 mars 2004 ansökte Nordmakedonien om medlemskap. På rekommendation av kommissionen beslutade rådet den 17 december 2005 att Makedoninen skulle erhålla status som kandidatland. Kommissionen rekommenderade den 14 oktober 2009 att förhandlingar inleds, men rådet har ännu inte fattat ett beslut i frågan.
Medlemskapsförhandlingarna har blockerats med hänsyn till att Nordmakedonien inte anses uppfylla det politiska kriteriet av Köpenhamnskriterierna. Landet har stora problem vad gäller korruption, organiserad brottslighet och spänningar mellan olika etniska grupper, liksom omfattande ekonomiska problem. Även namnkonflikten med Grekland utgjorde ett stort hinder för medlemskapsförhandlingarna. Grekland ansåg att Nordmakedonien, tidigare Makedonien, gjorde anspråk på grekisk historia som var kopplad till regionen Makedonien i Grekland. Den grekiska regeringen hade principen 1991–2018 att landet under namnet Makedonien inte kunde ansluta sig till Europeiska unionen förrän konflikten var löst. Även medlemskapet i Nato blockerades med hänsyn till denna konflikt. Den 19 december 2009 fick makedonska medborgare visumfrihet till Schengenområdet.
Den 12 juni 2018 slöt de makedonska och grekiska regeringarna ett fördrag enligt vilket bland annat republiken Makedonien bytte namn till Nordmakedonien, och Grekland lät landet bli medlem av Nato och troligtvis även EU på sikt. En folkomröstning om fördraget hölls i Makedonien den 30 september 2018, vilket fick det makedonska parlamentet att godkänna det 19 oktober 2018, och det grekiska parlamentet godkände det den 25 januari 2019. Namnändringen trädde i kraft den 12 februari 2019.
I mars 2020 nådde Europeiska unionens råd enighet om att öppna medlemskapsförhandlingar med Nordmakedonien. Europeiska rådet ställde sig bakom dessa slutsatser vid en videokonferens den 26 mars 2020. Förhandlingarna väntades formellt påbörjas under 2020. Det försenades dock på grund av blockering först av Frankrike och sedan Bulgarien (på grund av en konflikt med Nordmakedonien). Förhandlingarna påbörjades i mitten av juli 2022. I november 2023 konstaterade kommissionen att Nordmakedonien fortfarande behöver vidta åtgärder för att genomföra de rekommendationer som OSSE och Venedigkommissionen lagt fram om reform av landets demokratiska institutioner.

#### Serbien

Serbien

Serbien inledde förhandlingar om ett stabiliserings- och associeringsavtal med Europeiska unionen den 10 oktober 2005. Avtalet skrevs under den 29 april 2008 och trädde i kraft den 1 september 2013. Den 22 december 2009 ansökte Serbien om medlemskap. På rekommendation av kommissionen beslutade Europeiska rådet den 1 mars 2012 att Serbien skulle erhålla status som kandidatland. Medlemskapsförhandlingar inleddes den 21 januari 2014, men förhandlingarna har gått långsamt framåt.
Den stora stötestenen i Serbiens anslutningsprocess var från början kravet på de serbiska myndigheterna att gripa krigsförbrytaren Ratko Mladić. Mladić greps den 26 maj 2011 och utlämnades därefter till Internationella krigsförbrytartribunalen för det forna Jugoslavien i Haag, Nederländerna, vilket banade vägen för att inleda medlemskapsförhandlingarna. Sedan dess utgör den ansträngda relationen med Kosovo, som Serbien inte erkänner som självständigt, en av de kvarstående huvudutmaningarna att lösa i medlemskapsförhandlingarna. 2013 nåddes en överenskommelse om att normalisera förbindelserna mellan de två länderna, men det har ännu inte lett till ett serbiskt erkännande av Kosovo. Den 19 december 2009 fick serbiska medborgare visumfrihet till Schengenområdet.
I maj 2021 beslutade Europeiska unionens råd, efter medgivande av Serbien, att medlemskapsförhandlingarna skulle omfattas av ett nytt, uppdaterat upplägg, som fokuserar mer på grundläggande reformer. I november 2023 konstaterade kommissionen att Serbien fortfarande behöver genomföra reformer för att möta de krav från Europarådet och OSSE om förstärkande av de demokratiska institutionerna i landet.

#### Turkiet

Turkiet

Turkiet ansökte om medlemskap redan den 14 april 1987 och är således den stat som har väntat överlägset längst på medlemskap. Turkiet erhöll status som kandidatland den 12 december 1999, men medlemskapsförhandlingarna påbörjades inte förrän den 3 oktober 2005.
Turkiet har på flera områden problem som måste lösas innan landet kan ansluta sig till unionen, däribland bristande yttrandefrihet och brister i kvinnors och barns rättigheter och begränsningar i religionsfrihet. Vidare erkänner Turkiet inte Cypern som stat, utan har istället erkänt, som enda stat i världen, Nordcypern. Denna konflikt ledde till att medlemskapsförhandlingarna frystes den 11 december 2006, men de återupptogs igen efter ett beslut i Europeiska unionens råd den 25 juni 2013. Turkiet måste också bekämpa korruptionen i landet, förbättra kurdernas situation samt minska militärens politiska inflytande. Efter militärkuppförsöket 2016 har uppfyllandet av det politiska kriteriet av Köpenhamnskriterierna ifrågasatts och medlemskapsförhandlingarna har följaktligen i praktiken avstannat igen. År 2018 beslutade Europeiska unionens råd att formellt frysa förhandlingarna på grund av brister i det demokratiska systemet samt bristande respekt för fundamentala rättigheter och rättsväsendets oberoende.
I november 2023 konstaterade kommissionen att Turkiet fortfarande har allvarliga brister i sina demokratiska institutioner. Utvecklingen ansågs dessutom ha gått i fel riktning sedan den tidigare utvärderingen.

#### Ukraina

Ukraina

Flera politiska partier i Ukraina förespråkar EU-medlemskap och ett djupare samarbete med Europa medan andra är mer skeptiska och förespråkar ett samarbete med Ryssland. Dessutom uppfyller landet Köpenhamnskriterierna mycket väl, inte minst när det gäller demokrati där det har gjorts stora förbättringar samt att medborgarnas rättigheter har stärkts. Men många inom EU är desto mer skeptiska till Ukrainas framtidsutsikter. 2002 sa Europeiska kommissionens dåvarande kommissionär med ansvar för utvidgningen, Günter Verheugen, att "ett europeiskt perspektiv" för Ukraina inte nödvändigtvis behöver innebära medlemskap inom 10 eller 20 år, men att det inte utesluter att det finns en sådan möjlighet. Vid ett möte i april 2004, strax innan den stora utvidgningen som skedde i maj samma år, beviljade inte EU:s ministrar Ukraina statusen som marknadsekonomi. Detta var emellertid innan den orangea revolutionen i Ukraina.
Enligt en opinionsundersökning från Oleksandr Razumkov Centre for Economic and Political Studies (december 2008) var majoriteten av ukrainarna för ett EU-medlemskap; 44,7 procent var för och 35,2 procent emot. Detta betyder att Ukraina har ett folkligt stöd för att landet kan så småningom bli EU-medlem. Opinionsundersökningen visar också att i de västra, centrala och norra delarna av landet är man mest positiv till ett medlemskap, medan opinionen är mer skeptisk i de södra och östra delarna, där banden till Ryssland är starkare. I västra Ukraina är omkring 70 procent för och 30 procent emot ett EU-medlemskap, i Kiev är 65 procent för och 35 procent emot, i östra och södra Ukraina är 85 procent emot och 15 procent för.[källa behövs]
Orangea revolutionen i slutet av 2004 förbättrade Ukrainas europeiska framtidsutsikter. Landets nye president, Viktor Jusjtjenko, antydde att han skulle trycka på EU för djupare samarbete, och beskrev en fyrpunktsplan: erkännandet av Ukraina som en marknadsekonomi, medlemskap i Världshandelsorganisationen, associering med Europeiska unionen och slutligen fullt medlemskap. Enligt en del bedömare kan Ukraina bli EU-medlem redan någon gång under 2010-talet.
Behandlingen av oppositionsledaren Julia Tymosjenko har givit protester från EU och anklagelser om skenrättegång och politisk hämnd, något som inte förbättrat EU:s syn på Ukraina och många ukrainares syn på EU.
Under 2014 ingick Ukraina ett associeringsavtal med EU. I januari 2019 sa Ukrainas dåvarande president Petro Porosjenko att landet planerar att ansöka om EU-medlemskap 2024.
Den 28 februari 2022, i samband med Rysslands invasion av Ukraina 2022, bad Ukrainas president Volodymyr Zelenskyj EU om att omgående ge landet medlemskap i unionen enligt ett ”särskilt förfarande”. Senare samma dag undertecknade presidenten en officiell ansökan om medlemskap. Den 8 april 2022 överlämnade Europeiska kommissionen en uppsättning av frågor till den ukrainska statsledningen för att utvärdera landets förberedelser inför en möjlig EU-anslutning. Den 17 juni 2022 presenterade kommissionen sitt yttrande över Ukrainas medlemskapsansökan och rekommenderade att landet ges kandidatstatus. Europeiska rådet beslutade i enlighet med detta yttrande den 23 juni 2022. Den 8 november 2023 föreslog Europeiska kommissionen att medlemskapsförhandlingar inleds med Ukraina. De första medlemskapsförhandlingarna genomfördes den 25 juni 2024.

#### Medlemskapsförhandlingarna
| Öppnade kapitel | Avslutade kapitel | Frysta kapitel |

| Kapitel i unionsrätten                                     | Albanien        | Bosnien och Hercegovina | Island     | Montenegro | Nordmakedonien  | Serbien    | Turkiet    |
| ---------------------------------------------------------- | --------------- | ----------------------- | ---------- | ---------- | --------------- | ---------- | ---------- |
| Ansökan om medlemskap                                      | 2009-04-28      | 2016-02-15              | 2009-06-16 | 2008-12-15 | 2004-03-22      | 2009-12-22 | 1987-04-14 |
| Status som kandidatland                                    | 2014-06-23      | 2022-12-15              | 2010-06-17 | 2010-12-17 | 2005-12-17      | 2012-02-28 | 1999-12-12 |
| Medlemskapsförhandlingar inledda                           | inväntar beslut | inväntar beslut         | 2010-07-27 | 2012-06-29 | inväntar beslut | 2013-09-25 | 2005-10-03 |
| Status på förhandlingarna                                  | ej inledda      | ej inledda              | avbrutna   | pågående   | ej inledda      | pågående   | pågående   |
| 1. Fri rörlighet för varor                                 |                 |                         | 2012-12-18 | 2017-06-20 |                 |            | 2006-12-11 |
| 2. Fri rörlighet för arbetstagare                          |                 |                         | 2011-10-19 | 2017-12-11 |                 |            | 2009-12-08 |
| 3. Etableringsrätt och frihet att tillhandahålla tjänster  |                 |                         |            | 2017-12-11 |                 |            | 2006-12-11 |
| 4. Fri rörlighet för kapital                               |                 |                         |            | 2014-06-24 |                 |            | 2008-12-19 |
| 5. Offentlig upphandling                                   |                 |                         | 2011-06-27 | 2013-12-18 |                 | 2016-12-13 |            |
| 6. Bolagsrätt                                              |                 |                         | 2011-12-12 | 2013-12-18 |                 | 2017-12-11 | 2008-06-17 |
| 7. Lagstiftning om immateriella rättigheter                |                 |                         | 2011-10-19 | 2014-03-31 |                 | 2017-06-20 | 2008-06-17 |
| 8. Konkurrenspolitik                                       |                 |                         | 2012-12-18 | 2020-06-30 |                 |            |            |
| 9. Finansiella tjänster                                    |                 |                         | 2012-10-24 | 2015-06-22 |                 | 2019-06-27 | 2006-12-11 |
| 10. Informationssamhället och media                        |                 |                         | 2011-06-27 | 2014-03-31 |                 |            | 2008-12-19 |
| 11. Jordbruk och landsbygdsutveckling                      |                 |                         |            | 2016-12-13 |                 |            | 2006-12-11 |
| 12. Livsmedelssäkerhet, veterinära och fytosanitära frågor |                 |                         |            | 2016-06-30 |                 |            | 2010-06-30 |
| 13. Fiskeri                                                |                 |                         |            | 2016-06-30 |                 | 2018-06-25 | 2006-12-11 |
| 14. Transportpolitik                                       |                 |                         | 2012-06-22 | 2015-12-21 |                 |            | 2006-12-11 |
| 15. Energi                                                 |                 |                         | 2012-03-30 | 2015-12-21 |                 |            | 2009-12-08 |
| 16. Beskattning                                            |                 |                         | 2012-12-18 | 2015-03-30 |                 |            | 2009-06-30 |
| 17. Ekonomisk och monetär politik                          |                 |                         | 2012-12-18 | 2018-06-25 |                 | 2018-12-10 | 2015-12-14 |
| 18. Statistik                                              |                 |                         | 2012-10-24 | 2014-12-16 |                 | 2018-12-10 | 2007-06-26 |
| 19. Socialpolitik och sysselsättning                       |                 |                         | 2012-06-22 | 2016-12-13 |                 |            |            |
| 20. Företags- och industripolitik                          |                 |                         | 2011-12-12 | 2013-12-18 |                 | 2017-02-27 | 2007-03-29 |
| 21. Transeuropeiska nät                                    |                 |                         | 2011-12-12 | 2015-06-22 |                 |            | 2007-12-19 |
| 22. Regionalpolitik och samordning av strukturinstrument   |                 |                         | 2012-12-18 | 2017-06-20 |                 |            | 2013-11-05 |
| 23. Rättsväsen och grundläggande rättigheter               |                 |                         | 2011-12-12 | 2013-12-18 |                 | 2016-07-18 | 2009-12-08 |
| 24. Frihet, säkerhet och rättvisa                          |                 |                         |            | 2013-12-18 |                 | 2016-07-18 | 2009-12-08 |
| 25. Vetenskap och forskning                                |                 |                         | 2011-06-27 | 2012-12-18 |                 | 2016-12-13 | 2006-06-12 |
| 26. Utbildning och kultur                                  |                 |                         | 2011-06-27 | 2013-04-15 |                 | 2017-02-27 | 2009-12-08 |
| 27. Miljö                                                  |                 |                         | 2012-12-18 | 2018-12-10 |                 |            | 2009-12-21 |
| 28. Konsument- och hälsoskydd                              |                 |                         | 2012-03-30 | 2014-12-16 |                 |            | 2007-12-19 |
| 29. Tullunion                                              |                 |                         | 2012-10-24 | 2014-12-16 |                 | 2017-06-20 | 2006-12-11 |
| 30. Yttre förbindelser                                     |                 |                         | 2012-12-18 | 2017-06-20 |                 | 2017-12-11 | 2006-12-11 |
| 31. Utrikes-, säkerhets- och försvarspolitik               |                 |                         | 2012-03-30 | 2014-06-24 |                 |            | 2009-12-08 |
| 32. Finansiell kontroll                                    |                 |                         | 2012-06-22 | 2014-06-24 |                 | 2015-12-14 | 2007-06-26 |
| 33. Finansiella bestämmelser och budgetbestämmelser        |                 |                         | 2011-12-12 | 2014-12-16 |                 | 2018-06-25 | 2016-06-30 |
| 34. Institutionella bestämmelser                           |                 |                         |            | –          |                 | –          | 2007-06-25 |
| 35. Övriga frågor                                          |                 |                         |            | –          |                 | 2015-12-14 |            |
| Medlemskapsförhandlingar avslutade                         |                 |                         |            |            |                 |            |            |

### Potentiella kandidatländer
2000 lovade Europeiska rådet att länderna på västra Balkan skulle kunna bli medlemmar i EU. Vid Europeiska rådets möte i Thessaloniki 2003 utlovades dessutom medlemskap på längre sikt. De länder som ligger på Balkan, men som i nuläget varken är EU-medlemmar eller kandidatländer, kallas därför för potentiella kandidatländer. Även Island räknades från juli 2009 till juli 2010 som ett potentiellt kandidatland.
Förhandlingarna med EU försvåras ofta på grund av ländernas politiska och ekonomiska instabilitet samt korruption. Relationen mellan EU och Serbien försämrades också till följd av Kosovos självständighetsdeklaration och att flera EU-länder erkänner Kosovo som en självständig stat. Eftersom förhandlingar om medlemskap inte har påbörjats med dessa länder ses medlemskap som ett långsiktigt mål.[källa behövs]

#### Kosovo

Kosovo

Kosovo utropade självständighet den 17 februari 2008 från Serbien. Eftersom inte alla EU-länder har erkänt Kosovo som en självständig stat, är Kosovos framtida möjligheter som EU-medlem något oklara. I dagsläget har 22 av EU:s 27 medlemsstater erkänt Kosovo som en självständig stat, medan Spanien, Rumänien, Slovakien, Cypern och Grekland har avstått från att erkänna landet, främst på grund av den traditionellt historiska vänskapen med Serbien och orolighet för de egna problemen med separatister.
Kosovo, under säkerhetsrådets resolution 1244, betraktas dock av EU som ett potentiellt kandidatland. Landet har ännu inte ansökt om EU-medlemskap och har inte heller inlett förhandlingar om ett stabiliserings- och associeringsavtal. Landet använde tidigare den tyska D-marken som sin valuta, men sedan euron ersatte D-marken har Kosovo istället ensidigt använt euron som sin valuta.
I juni 2022 uttalade Kosovos premiärminister Albin Kurti ambitionen att ansöka om EU-medlemskap innan slutet av 2022. En medlemskapsansökan undertecknades av Kurti och andra företrädare för landet den 14 december 2022.
I november 2023 konstaterade kommissionen att Kosovos regering tryckt på för ambitiösa reformer inför ett framtida EU-medlemskap, men att mycket återstår för landet att göra. Förutom att lösa den diplomatiska situationen med Serbien ansågs bristen av bred politisk enighet över partigränserna kring ett EU-medlemskap utgöra ett stort hinder för framtida reformer.

### Västeuropa

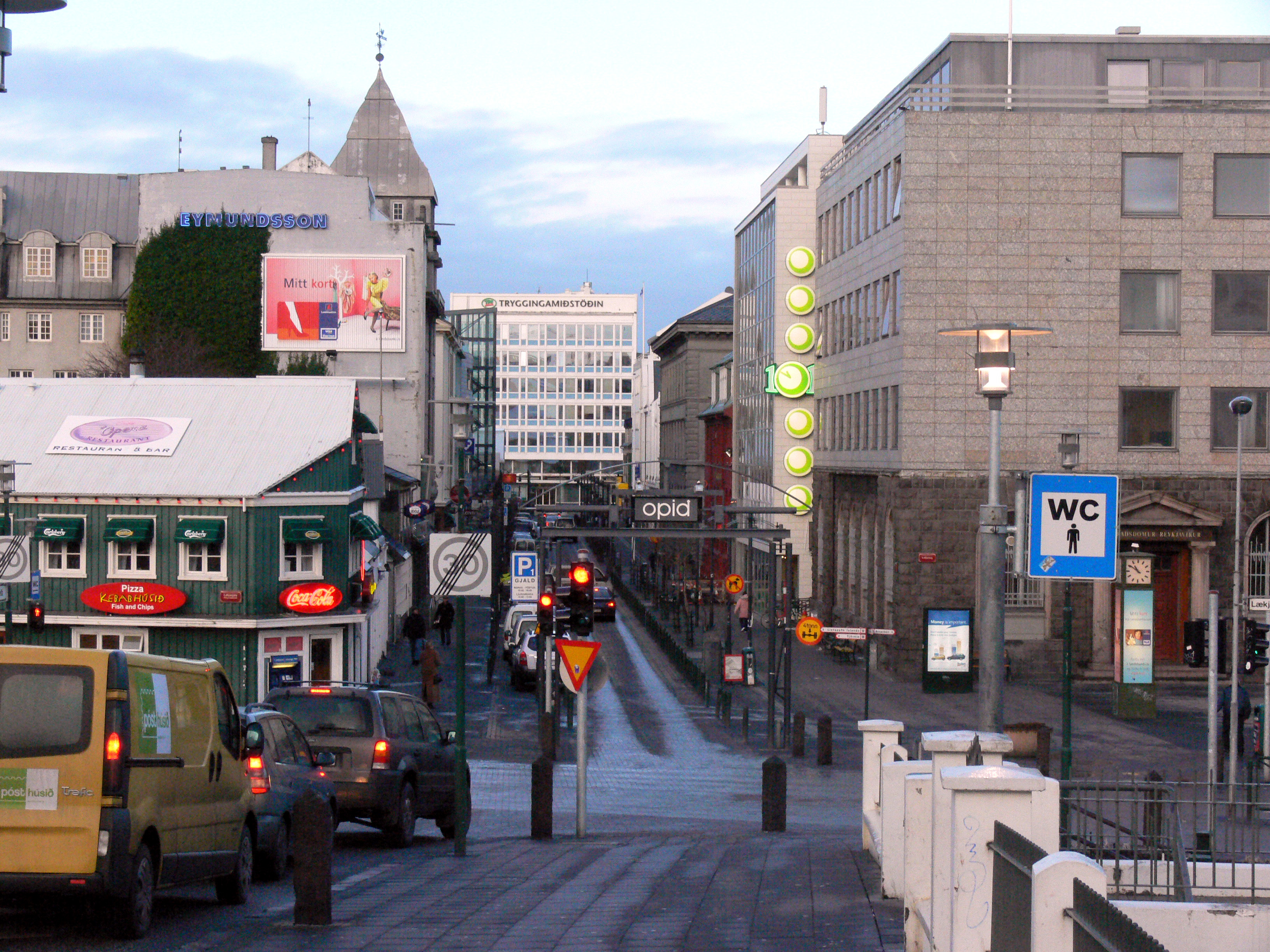
Island är inte medlem i EU, men har ansökt om medlemskap.

Trots att de uppfyller både de politiska och ekonomiska kraven för att få bli medlemmar i EU, står både Norge, Island och Schweiz utanför EU. De tre länderna åtnjuter god ekonomisk levnadsstandard och uppfyller kraven på stabila institutioner och demokrati. Huruvida länderna i framtiden blir EU-medlemmar eller inte beror snarare på folkopinionen i länderna. Både Norge, Island och Schweiz har ansökt om EU-medlemskap tidigare, men på grund av negativa utslag i folkomröstningar eller politisk opinion har länderna avbrutit sina förhandlingar med EU. Eftersom EU:s medlemsavgift baseras på ländernas ekonomi och EU-bidragen mycket på mängden jordbruk (vilket både Norge, Island och Schweiz har lite av på grund av bergighet) och förekomsten av fattiga regioner (vilket de inte heller har), så skulle medlemskap vara en direkt ekonomisk nackdel för dem, om de får frihandel via avtal ändå, vilket de fått. De har relativt liten befolkning och anser att de inte skulle få så stort inflytande och det inte gör så mycket att de följer EU-beslut och avstår inflytande. För Norge och Island är det betydelsefullt att EES-avtalet håller dem utanför den Gemensamma fiskeripolitiken så att de får behålla fiskevattnen själva.
Inte heller de europeiska mikrostaterna Andorra, Liechtenstein, Monaco, San Marino och Vatikanstaten är medlemmar i EU, men är betydligt mindre till både yta och invånarantal jämfört med Norge och Schweiz.

#### Island

Island

Den 16 juli 2009 ansökte Island för första gången om medlemskap i EU. Dagen innan hade det isländska alltinget röstat ja till ett förslag från regeringen att ansöka om medlemskap. En formell ceremoni hölls i Stockholm den 23 juli 2009.
Ansökan var i stort sett ett resultat av finanskrisen på Island 2008. Krisen hade lett till en kraftig nedgång i den isländska ekonomin samtidigt som stödet för ett EU-medlemskap, och i synnerhet införandet av euron, ökade kraftigt. Finanskrisen ledde också till ett regeringsskifte efter ett nyval i april 2009, vars resultat banade väg för ansökan.
Eftersom Island redan tillämpar stora delar av EU:s lagstiftning genom att landet ingår i EES, väntades det kunna bli medlem snabbt. Landet erhöll statusen som ett potentiellt kandidatland direkt efter att kommissionen hade informerats om ansökan. Kommissionen rekommenderade efter en utredning den 24 februari 2010 Europeiska unionens råd att inleda förhandlingar.
Europeiska unionens råd beslutade den 17 juni att ge Island officiell kandidatstatus och att inleda förhandlingar, vilka inleddes den 27 juli 2010. Förhandlingarna inleddes med en noggrann genomgång av situationen om Islands uppfyllande av EU:s regler, något som avslutades i juni 2011. Den 27 juni 2011 startade de egentliga förhandlingarna med öppnande av kapitel för kapitel. Redan den första dagen öppnades fyra kapitel och två avslutades, vilket var rekordsnabbt.
Senare har förhandlingarna gått trögare, och flera av de mer problematiska kapitlen var i början av 2013 inte öppnade. De tidsplaner som uttalats av höga politiker har inte alls stämt, och det är därmed svårt att säga när förhandlingarna kan vara klara. Det anses av många att Island behöver något slags undantag från fiskereglerna, annars lär medlemskapet falla i folkomröstningen. Opinionsmätningar under 2010 och framåt pekar på att majoriteten av det isländska folket är negativ till medlemskap, ganska tydligt så under 2012.
I juni 2013 frystes förhandlingarna av den nyvalda isländska regeringen (bestående av de EU-kritiska partier som vunnit valet). Det anses nu vara osannolikt att Island blir medlem inom överskådlig tid  Regeringen beslutade i februari 2014 söka ett parlamentsbeslut att formellt dra tillbaka ansökan. Islands regering meddelade rådet 12 mars 2015 att landet inte längre ska betraktas som ett kandidatland.
I det isländska parlamentsvalet den 30 november 2024 vann pro-europeiska partier en majoritet i Alltinget. En ny regering tillträdde i december 2024 med ambitionen att hålla en folkomröstning senast 2027 om att återuppta förhandlingarna om EU-medlemskap. En opinionsmätning i januari 2025 visade att 45 procent av isländarna stödde EU-medlemskap, medan 35 procent motsatte sig det och 20 procent hade ingen bestämd uppfattning. Stödet för en folkomröstning om att återuppta medlemskapsförhandlingarna uppgick enligt mätningen till 58 procent. 53 procent uppgav att de ville ersätta isländska kronan.

#### Norge

Norge

Norge har ansökt om EG- eller EU-medlemskap tre gånger och är det land som flest gånger ansökt om medlemskap. Trots det står Norge fortfarande utanför unionen. Detta beror på att Norges anslutning varje gång har avbrutits.
Första gången avbröts Norges anslutning på grund av att Frankrikes dåvarande president Charles de Gaulle lade in sitt veto mot att Storbritannien skulle få bli medlem i EU. De två andra gångerna avbröts Norges anslutning på grund av att de folkomröstningar som hölls föll ut med negativt resultat. Därför har Norge förblivit utanför EU.
Motståndet mot EU har på 2000-talet varit kompakt. I maj 2008 visade en opinionsundersökning på ett rekordmotstånd mot EU i Norge. I juli 2009 hade skillnaden mellan ja-sidan och nej-sidan dock återgått till den lägsta nivån på två år, vilket ansågs bero på dels finanskrisen, dels Islands medlemskapsansökan. Om Norge skulle ansöka om EU-medlemskap för en fjärde gång, skulle medlemskapsförhandlingarna troligen gå snabbt, dels med tanke på att landet redan två gånger tidigare har förhandlat fram anslutningsfördrag, dels därför att landet redan ingår i Europeiska ekonomiska samarbetsområdet och tillämpar således många av EU:s beslut och regler.

#### Schweiz

Schweiz

Schweiz har en lång tradition av neutralitet och därför har EU-medlemskap varit en kontroversiell fråga. I maj 1992 ansökte Schweiz om EU-medlemskap, men efter en folkomröstning om anslutning till Europeiska ekonomiska samarbetsområdet (EES), med negativt utfall, frystes landets förhandlingar med unionen. Inte förrän i juni 2016 beslutade Schweiz senat att dra tillbaka ansökan.
Landet har runt 2002 ingått sju bilaterala avtal med EU, istället för medlemskapet i EES. De innebär ett deltagande i inre marknaden, bland annat fri rörlighet för varor och för personer som är medborgare i EU/EES eller Schweiz. Landets politiska ledning är positiv till ett EU-medlemskap på längre sikt, men anser att det i nuläget inte är aktuellt.
2001 folkomröstade Schweiz efter ett medborgarinitiativ om landet omedelbart skulle lyfta medlemskapsansökan igen, men resultatet var ett nej och därför förblev landets ansökan vilande. 2005 folkomröstade Schweiz igen, denna gång om ett medlemskap i Schengensamarbetet. Utslaget var ett ja, vilket innebar att landet anslöt sig till samarbetet den 12 december 2008, vilket anses vara ett närmande till EU. Relationerna har 2014 blivit frostigare efter en schweizisk folkomröstning som sa att den fria rörligheten för EU-medborgare ska begränsas, i strid med EU:s regler och bilaterala avtal.

#### Storbritannien

Storbritannien

Storbritannien var medlem, först i EG och sedan EU, mellan 1973 och 2020. Landet lämnade EU den 1 februari 2020 efter att en majoritet av britterna hade röstat för utträde i en folkomröstning 2016.
Storbritannien måste följa samma anslutningsprocess som andra europeiska länder som står utanför unionen om landet vill ansluta sig till unionen igen i framtiden.

#### Mikrostater

De europeiska mikrostaterna är inte medlemmar i EU, men deltar i vissa samarbeten, så som euron.

Utöver Norge och Schweiz står mikrostaterna Andorra, Liechtenstein, Monaco, San Marino och Vatikanstaten utanför EU. Av dessa länder är det enbart Liechtenstein som någonsin ansökt om EU-medlemskap. Det skedde i samband med att Schweiz ansökte om medlemskap, och ansökan drogs tillbaka samtidigt som Schweiz fryste sin medlemskapsansökan.
Monaco, San Marino och Vatikanstaten samarbetar intimt med EU, använder euron som valuta och har särskilda valutaavtal som tillåter dem att prägla egna euromynt. Dessa tre mikrostater har också i praktiken öppna gränser till EU. Liechtenstein har öppna gränser, och har traditionellt ett intimt samarbete med Schweiz. Samarbetet med Andorra är mindre integrerat, till exempel har Andorra och EU inte öppna gränser mellan varandra.
Om mikrostaterna i framtiden blir medlemmar i EU skulle det innebära att de tillsammans med Malta blir unionens minsta stater, både till yta och befolkning. Det är mycket troligt att EU istället inleder ett ännu närmare samarbete, utan att mikrostaterna blir fullvärdiga medlemmar, eftersom det skulle innebär att de skulle få oproportionerligt mycket inflytande, inte minst i beslut som tas med enhällighet i Europeiska unionens råd. Det är också möjligt att länderna integreras närmare i andra europeiska länder, exempelvis behandlas Monaco i Schengensamarbetet som om det vore en del av Frankrike.
Vatikanstaten har inte allmänna val, och anses inte vara en demokrati, utan en stat som är rent religiöst styrd. Monaco och Liechtenstein är demokratier, men respektive prins anses ha för stor makt för att länderna ska passa i EU. Andorra och San Marino är mer normalt demokratiskt styrda. Det finns där vissa partier som är för medlemskap och vissa emot.

### Östeuropa och Kaukasien
Flera andra länder har EU-medlemskap som ett uttalat mål även om dessa länder inte har kommit lika långt i samarbetena med EU. EU:s relationer med övriga öststater är mer eller mindre frostiga. Till exempel har EU tidvis infört sanktioner mot Belarus på grund av landets bristande demokrati.
Andra östeuropeiska eller asiatiska stater så som Belarus, Armenien och Azerbajdzjan, kommer förmodligen inte att bli EU-medlemmar inom en överskådlig framtid. Flera av länderna har inte EU-medlemskap som ett uttalat mål, och skulle inte i vilket fall som helst kvalificera sig för EU-medlemskap. Länderna uppvisar stora brister i Köpenhamnskriterierna, som omfattar bland annat krav på demokrati, en fungerande marknadsekonomi och att rättsstatens principer tillämpas. Samtliga av dessa länder utom Kazakstan deltar helt eller delvis i EU:s östliga partnerskap.

#### Armenien

Armenien

Armenien ligger geografiskt i Sydvästasien men precis som Cypern och Georgien anses landet traditionellt sett ha starka kulturella band till Europa.
Flera armeniska tjänstemän har uttryckt sin önskan om att landet ska bli EU-medlem. Opinionsmätningar har pekat på att det finns ett starkt stöd för ett medlemskap. I en mätning från 2005 uppgav 64 % av de tillfrågade att de var för ett medlemskap medan 11,8 % uppgav att de var emot.
Armenien har en historia av konflikt med grannlandet Azerbajdzjan om regionen Nagorno-Karabach. Under 2023 övertog Azerbajdzjan slutligen regionen med våld. I mars 2024 signalerade den armeniske utrikesministern landets intresse av att närma sig EU. Armenien har traditionellt stått Ryssland nära, men efter konflikten om Nagorno-Karabach har den armeniska regeringen anklagat Ryssland för att svika landet i försvaret mot Azerbajdzjan. Efter många år med nästintill oavbruten recession har landet upplevt en av världens högsta tillväxttakter de senaste åren. Armenien rankas på plats 31 enligt indexet för ekonomisk frihet, vilket är en bättre placering än för EU-länder som Frankrike, Italien och Portugal.
Metsamor kärnkraftverk, som ligger 40 km väster om Jerevan, är byggt på toppen av ett seismologiskt aktivt område och var en fråga som diskuterades i förhandlingar mellan Armenien och EU. I slutet av 2007 beslutade Armeniens regering att kärnkraftverket ska stängas, i enlighet med EU:s grannskapspolitik. Detta väntas ske 2016, när den nuvarande driftperioden för kärnkraftverket tar slut.

#### Azerbajdzjan

Azerbajdzjan

Azerbajdzjan är ett sekulärt land med en mestadels shia-muslimsk turkisk befolkning, som skulle behöva komma till rätta med ett flertal problem för att kunna kvalificera sig som ett potentiellt kandidatland. Det oljerika landet har gjort förbättringar av sin infrastruktur, men mycket av pengarna från landets höga tillväxt verkar inte komma de sämst ställda till godo, trots att landet är större och mer teknologiskt modernt än sina grannar. Landet lider också av "nederländska sjukan", då olja är landets främsta exportvara, vilket gör tillverkningsindustrin mindre konkurrenskraftig. Korruption är ett annat allvarligt problem, och de senaste presidentvalen har präglats av anklagelser från oppositionen och har kritiserats av internationella oberoende observatörer för att inte ha genomförts på ett fritt, rättvist och demokratiskt sätt. Landet behöver också lösa konflikten om Nagorno-Karabach med grannlandet Armenien. Azerbajdzjans stora militärutgifter och den krigiska retoriken från landets ledare har blivit något av ett alarm för EU, som önskar att lätta på spänningarna i området.
Azerbajdzjans regering har inte uttryckt någon önskan om att ansluta landet till EU, men om landet ansöker om medlemskap är det mycket troligt att anslutningen fördröjs på grund av problem liknande de Turkiet har.

#### Kazakstan

Kazakstan

Kazakstan, som har en liten del av sitt territorium i Europa (väster om Uralfloden), är ansett som en europeisk nation av Europarådet, vilket uttrycks i ett officiellt uttalande av Europarådet 1999, och är därför berättigat till fullt medlemskap i Europarådet. Trots detta har några diskussioner om EU-medlemskap inte varit aktuella. Kazakstan har sina största städer långt från den europeiska delen, och ännu längre från EU-länderna. Kazakstans regering har sökt medlemskap i Europarådet, men landet har liksom Belarus nekats inträde i organisationen, då man inte uppfyller kriteriet om demokratiskt styrelseskick. Det kazakiska utrikesministeriet har även visat intresse för den europeiska grannskapspolitiken. Kazakstans president Nursultan Nazarbajev har föreslagit en centralasiatisk union som ett alternativ till EU-medlemskap.
Även om Kazakstan skulle visa intresse för EU-medlemskap är det mycket otroligt att landet inom de kommande åren skulle kunna bli medlem i EU. Landet visar stora brister angående Köpenhamnskriterierna, inte minst gällande kraven på demokrati och yttrandefrihet, vilket också är anledningen till att landet inte har fått medlemskap i Europarådet, trots att det har ansökt om det.

#### Ryssland

Ryssland

För närvarande är sannolikheten för att Ryssland ska ansluta sig till EU inom överskådlig framtid mycket liten. Analytiker har sagt att Ryssland är "årtionden ifrån" att kvalificera sig för EU-medlemskap. Före detta ryska presidenten Vladimir Putin har sagt att ett ryskt EU-medlemskap varken skulle gynna Rysslands eller EU:s intressen, men att ett tätare samarbete vore bra, inklusive upprättandet av de fyra gemensamma områdena mellan Ryssland och EU, vilket omfattar samarbete inom ekonomi, utbildning och forskning enligt en överenskommelse från 2003.
Exklaven Kaliningrad är fortfarande ett problem mellan EU och Ryssland, bland annat krävs visum för markresor mellan Kaliningrad och övriga Ryssland, liksom de baltiska EU-medlemmarnas behandling av den ryska minoriteten, bl.a. att ryska är inte officiellt språk där.
I oktober 2008 sa Italiens premiärminister Silvio Berlusconi att "jag betraktar Ryssland som ett västland och min plan är att det ska bli möjligt för den ryska federationen att bli medlem i Europeiska unionen inom de kommande åren" och uppgav att han hade haft den här visionen under många år.

#### Belarus

Belarus

Ömsesidiga relationer upprättades mellan EU och Belarus redan vid Belarus självständighet 1991. Efter att Aleksandr Lukasjenko blev landets president 1994, har relationen mellan Minsk och EU försämrats och har förblivit kall och distanserad. Relationerna har dock förbättrats något sedan oktober 2008. Bland annat har EU:s reseförbud för Aleksandr Lukasjenko och hans vitryska medarbetare lyfts. Tjänstemän inom EU hade befarat att Belarus annars riskerar att komma ännu mer under ryskt inflytande.
Trots detta är relationerna fortfarande mycket kalla mellan unionen och Belarus. Belarus ingår redan i en annan union, med Ryssland, och har inget uttalat mål att bli medlem i EU. Även om Belarus skulle vilja bli medlem, skulle landet inte uppfylla kraven på bland annat demokrati, rättsstat och en fungerande marknadsekonomi, de så kallade Köpenhamnskriterierna. Därför är det högst osannolikt att landet skulle bli medlem inom en överskådlig framtid.

### Territorier och självstyrande områden
Bland de territorier och självstyrande områden som hör till medlemsstaterna, förekommer ibland förändringar av deras nivå av självständighet och huruvida de tillhör EU (fördrag och direktiv gäller) eller inte.
Mayotte är en ö i Indiska Oceanen som förr var ett självstyrande franskt förvaltningsområde, men som sedan 2011 är en del av Frankrike. Mayotte blev en del av EU 1 januari 2014.
De nederländska områdena Bonaire, Saba och Sint Eustatius blev 2010 delar av Nederländerna, från att tidigare varit självstyrande nederländska områden. De är inte med EU men det finns (2012) planer på att de ska gå med i framtiden.
I gengäld planerar Saint-Martins franska del lämna EU vid ett ännu ej bestämt tillfälle, eftersom området blivit ett självstyrande franskt förvaltningsområde.

### Utvidgning av medlemsländer
Om ett land utökar sitt territorium genom att ta upp områden som var egna länder eller hörde till andra icke-medlemsländer, kan de automatiskt bli en del av EU.
Minst ett fall har omnämnts av EU:
- Nordcypern: Om Nordcypern hör till Turkiet eller till Cypern är omtvistat, men är de facto inte en del av EU. EU har uttalat stöd för att låta Nordcypern automatiskt bli en del av EU om det blir en integrerad del av Cypern. Nordcypern kallas formellt av EU "områden där Republiken Cyperns regering inte utövar den faktiska kontrollen".[121]
- Historiskt kom Östtyskland med i EG/EU på detta sätt 1990.

## Utträde

### Medlemsstater
Historia
I EG/EU:s historia finns ett tidigare exempel på ett medlemsland som lämnat unionen – Storbritannien, som lämnade den 1 februari 2020.
Regelverk
År 2009 infördes med Lissabonfördraget ett formellt tillvägagångssätt för en medlemsstat som vill lämna unionen, något som inte fanns förut. Det står i artikel 50 i fördraget om Europeiska unionen. I korthet beslutar landet i enlighet med sin konstitution om utträde, varvid ett fördrag sedan måste förhandlas avseende villkor och framtida samarbete. Det finns en tidsgräns på två år från landets beslut, då landet automatiskt utträder, om det inte begär en förlängning. Eventuell senare återanslutning sker med de vanliga reglerna för nya medlemsländer.
Innan 2009 fanns inget avtalat tillvägagångssätt, utan alla medlemsländer skulle behövt godkänna ändringar av fördragen så att ett land stryks ur dem.

### Territorier
Historia
Delar av medlemsländer har lämnat EG/EU, men inget har försökt åter bli medlem. Ett enda självständigt land har bildats efter att ha varit en del av EG/EU och ett medlemsland, och det är Algeriet, del av Frankrike (år 1962), som inte försökt bli en del av EG/EU (det ligger inte i Europa och har därmed inte möjlighet att bli medlem). Fler nya länder har bildats, som har hört till medlemsländer, men inte varit del av EG/EU, utan varit självstyrande OCT-områden. Två områden har lämnat EU, men behållit en koppling till moderlandet, nämligen Grönland (1985) och Saint Barthélemy (2012).
Möjliga områden
Det finns några områden som ligger i Europa och som är delar av medlemsländer, där det finns långt gångna planer, dessutom med relativt stort opinionsstöd, på att bilda självständiga stater. Dessa planeras vara egna medlemsländer. Några av dessa är: Skottland (del av Storbritannien), Flandern, Vallonien (båda del av Belgien) och Katalonien (del av Spanien). En folkomröstning om självständighet i Skottland hösten 2014 avvisade förslaget om utbrytning. Brexit 2016-2020 har gjort att ämnet diskuterats igen. Närmast aktuellt efter det är Katalonien, men Spaniens regering har försökt motarbeta planerna. Se Katalanism.
Regelverk
Det finns inget uttryckligt definierat om ett område bryter sig ur ett medlemsland för att bli ett självständigt land som vill bli medlem. Kommissionens ordförande Barroso har sagt  att sådana nya länder måste söka medlemskap på nytt och omförhandla undantag de kan ha haft innan. Det tog cirka 10 år för de länder som blev medlem 2004-2013.